# Germanes Angèliques de Sant Pau
La congregació de Germanes Angèliques de Sant Pau (en llatí Sorores Angelicae Sancti Pauli) és una congregació religiosa, institut de perfecció femení, de germanes, fundada com a branca femenina dels Clergues Regulars de Sant Pau. Les seves membres posposen al seu nom les sigles A.S.P.

## Història

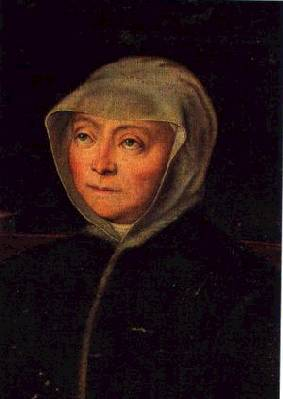
Ludovica Torelli, cofundadora

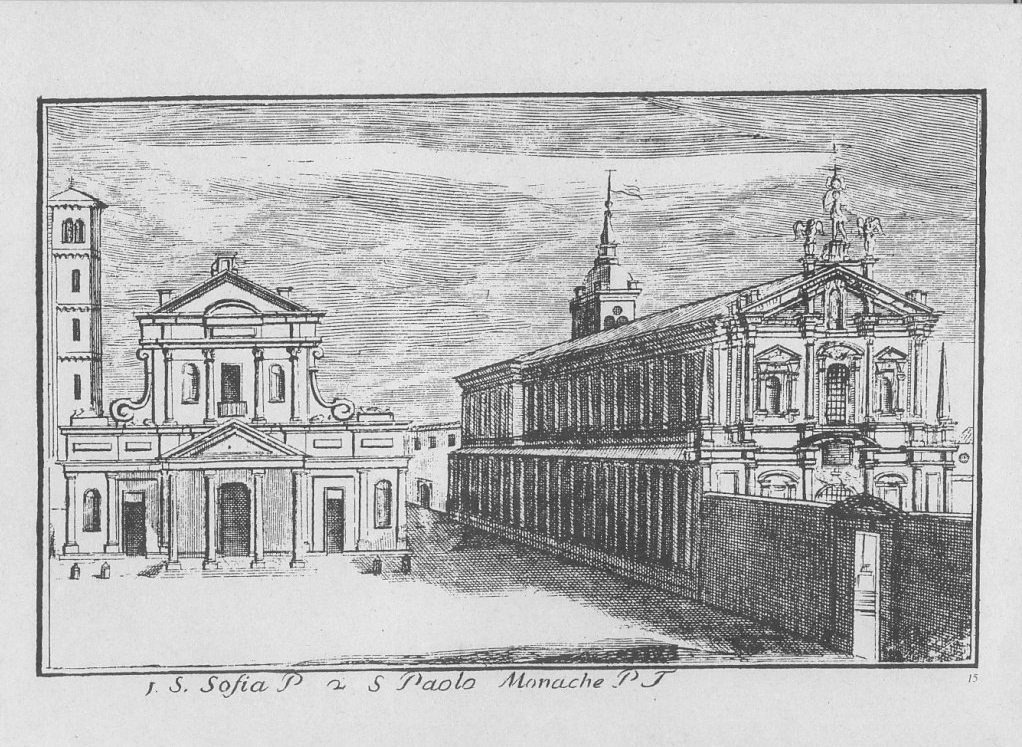
Gravat de Marc'Antonio dal Re, amb San Paolo Converso a la dreta, ca. 1745.

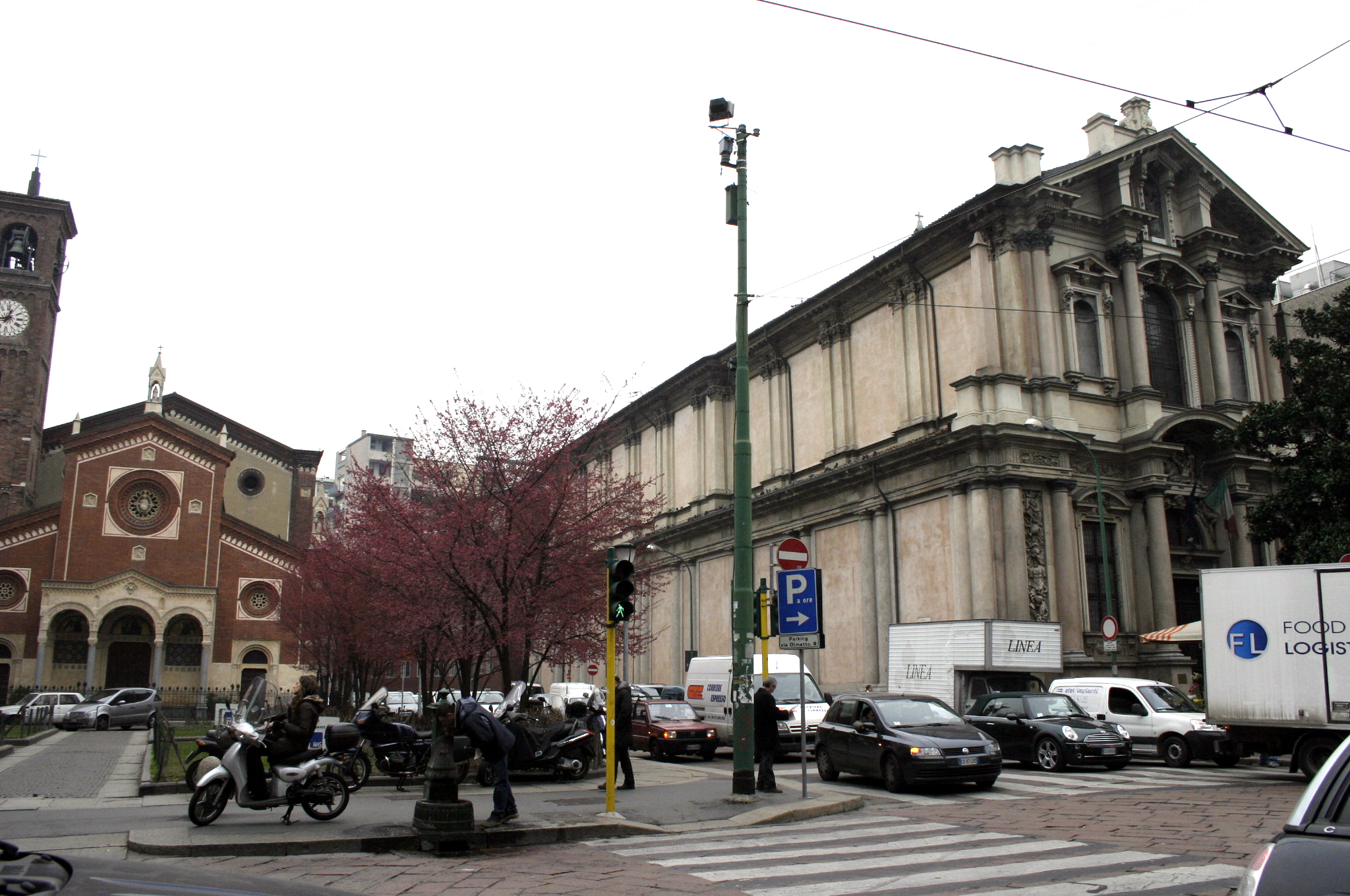
GSan Paolo Converso (a la dreta) i Sant'Eufemia (Milà).

La congregació va ésser fundada cap al 1530 pel prevere Antonio Maria Zaccaria i la comtessa de Guastalla Ludovica Torelli (1500-1569), de qui Zaccaria era capellà. Els dos van entrar en contacte amb dos nobles milanesos Giacomo Antonio Morigia (1497-1546) i Bartolomeo Ferrari (1499-1544), i maduraren el projecte de fundar una Companyia de Fills i Filles de Pau Sant, congregació religiosa que integraria tres "col·legis": un de sacerdots, un de dones religioses i un de laics. A diferència d'altres ordes centrades en la catequesi de nens i joves, la idea era fer apostolat i catequesi als adults i les famílies, que així educarien cristianament els nens. De la proposta només fou aprovat, però, el de clergues, que va donar lloc a la congregació dels barnabites.
Mentrestant, a Milà, la comtessa Torelli va començar a recollir a casa seva algunes joves que volien viure retirades del món. Sota la guia espiritual de Zaccaria, van formar el col·legi femení de la congregació. L'institut fou aprovat amb la butlla Debitum pastoralis de Pau III el 15 de gener de 1535, donant-los la Regla de Sant Agustí i l'hàbit de les monges dominiques, eximint-les de la clausura i donant autorització per fer apostolat fora del monestir. L'octubre de 1535 es traslladaren al nou monestir de San Paolo, vora l'església de Sant'Eufemia.
Les primeres comunitats d'angèliques eren grups de dones laiques que es retiraven a fer vida en comunitat a cases aïllades, lluny dels centres urbans i sovint en barris baixos de mala fama. Hi duien una vida comunitària sense jerarquies, diferent a la dels convents tradicionals. La comtessa Torelli va cedir en 1539 els seus estats i drets a Ferran I Gonzaga, i ingressà a la congregació fent-ne els vots a la congregació dirigida per Paola Antonia Negri, mística anomenada la "divina madre".
El nom d'"angèliques" fou formalment aprovat per Pau III el 6 d'agost de 1545. Van participar activament en la reforma moral i social de la diòcesi de Milà promoguda per Carles Borromeo. A partir de Pius V en 1551 i Gregori XIII en 1572, ja de manera definitiva, se les obligà a fer clausura, com a la resta de congregacions femenines: esdevingueren llavors un orde monàstic de vida contemplativa. La comtessa Torelli, en desacord, va deixar el monestir en 1552. Les constitucions foren redactades pel barnabita Carlo Bascapè, per ordre de Carlo Borromeo, i foren aprovades per Urbà VIII el 12 de maig de 1625.

### Supressió i restauració
El primer monestir angèlic, el de San Paolo de Milà, fou tancat el 1785 per Josep II del Sacre Imperi Romanogermànic, i Napoleó I va suprimir l'ordre en 1810; l'última monja morí en 1846 i l'orde s'extingí.
El 1879, el 21 d'abril, el barnabita Pio Mauri va restaurar l'orde a Lodi; el 21 d'abril de 1882, l'orde fou aprovat per Lleó XIII i el 1919 Benet XV va eximir les monges de la clausura: el 1926, les angèliques dels monestirs de Milà, Arienzo (Caserta) i Fivizzano (Massa Carrara) passaren d'ésser monges a ésser germanes.

## Activitats i difusió actuals
Les Angèliques de Sant Pau s'ocupen sobretot de la instrucció i educació cristianes de joves, i obres d'apostolat a parròquies i a missions.
Són presents a: Albània, Bèlgica, Brasil, Xile, Filipines, Kosovo, Itàlia, Polònia, Portugal, República Democràtica del Congo, Espanya i els Estats Units d'Amèrica.
El 2006, la congregació tenia 240 religioses en 38 cases.